# Ronald Fairbairn
William Ronald Dodds Fairbairn, i hans skrifter förkortat till W. R. D. Fairbairn, född 1889, död 1964, var verksam som läkare och psykoanalytiker i Edinburgh Skottland. 
Fairbairn räknas inom psykoanalysen till Objektrelationsskolan.

## Biografi
Fairbairn föddes i Edinburgh i Skottland och kom att leva större delen av sitt liv i eller strax utanför staden. Han växte upp i ett kristet hem av skotsk presbyteriansk konfession. Hans far Thomas Fairbairn var värderare och lantmätare och familjen tillhörde medelklassen. 
Fairbairn avsåg ursprungligen att studera till advokat, men studier i filosofi inspirerade honom att istället studera teologi och koine-grekiska med syfte att bli präst. Under första världskriget deltog Fairbairn bland annat i den brittiska erövringen av Jerusalem från Ottomanska riket 1917. I Israel blev han intresserad av psykiatri och efter kriget utbildade han sig istället till psykiater. 1923 tjänstgjorde han kort i London och övergick då till anglikanska kyrkan, vilken även hans mor tidigare tillhört. 1923 började han arbeta som psykiater vid Edinburgs sjukhus. Han öppnade parallellt en privat mottagning 1925. 
Under studierna stiftade han bekanskap med psykoanalysen och inledde sin egen analys hos E. H. Connell i Edinburgh 1921. Han genomgick aldrig den officiella psykoanalytiska utbildningen, men blev trots det 1931 upptagen i brittiska psykoanalytiska sällskapet som associerad medlem och 1939 som fullvärdig. Han var personligen bekant med Edward Glover(en) och Ernest Jones(en). Hans intresse för psykoanalys skapade stundtals spänningar till hans arbetsgivare.
1926 gifte han sig med Mary Ann More-Gorden. Fairbairn tillbringade mycket tid med arbete, vilket skapade spänningar i äktenskapet. Hustrun utvecklade så småningom alkoholberoende och dog plötsligt 1952. 1958 gifte han om sig med sin sekreterare Marion Frances Archer. 
Den psykoanalytiska föreningen i Storbritannien var präglad av en konflikt mellan Anna Freud och Melanie Klein och deras olika psykoanalytiska teorier och praktiker. Föreningen lyckades hålla samman genom att indela sig i en Anna Freud- och en Melanie Klein-grupp. Det bildades även en mellan- eller oberoende grupp. Fairbairn tillhörde denna grupp. Fairbairn var delvis inspirerad av Klein, men utvecklade också en mycket självständig psykoanalytisk teori baserad på relationer istället för på drifter. Fairbairn blev som psykoanalytiker något isolerad i Skottland, då de flesta andra psykoanalytiker var verksamma i London. 
Fairbairn beskrivs av Sutherland (s. 30-31) som lång och smal, med tunt rött hår och mustasch. Hans rörelser var livliga. Han bar alltid moderiktig kostym och rökte mycket cigaretter. Mottagningen var noggrant inredd och hans hem smyckad med traditionell konst. Hans personlighet var varm och välkomnande men något formell. Han gick regelbundet i kyrkan.
1958 försämrades hans hälsa, från 1961 tog han bara emot några få gamla patienter. Han dog 1964.
Hans främsta lärjungar är John D. Sutherland(en) och Harry Guntrip(en).

## Teori

### Sammanfattning
Fairbairns psykologiska teori är behovs-miljö-strukturell - den utgår för det första från barnets behov, för det andra från föräldrarnas verkliga bemötande, och för det tredje från barnets subjektiva upplevelse och hantering av detta genom inompsykiska operationer. 
Människan är enligt Fairbairn framför allt relaterande. Barnets främsta behov är därför att älska och att bli älskad. Om barnet inte upplever att föräldrarna bejakar barnets kärlek, kommer barnet att uppleva att hans eller hennes kärlek är dålig. Barnet kommer då att få svårt att relatera och utvecklar schizoid problematik. Om barnet istället upplever att han eller hon skadar relationen med sitt hat, kommer det att utveckla depressiv problematik.
Fairbairn utgår också ifrån det lilla barnets totala beroendeställning i relation till sina föräldrar. Om föräldrarna inte bemöter barnet väl, är barnet ändå hänvisad till just dessa föräldrar. Barnet kan inte välja bort dåliga föräldrar, utan är istället hänvisad till att göra operationer inom sitt eget psyke, som gör det lättare att utstå omvärldens svårigheter. Sådana operationer bildar i Fairbairns språkbruk en psykisk struktur, vilken kan göra livet lättare i barndomen, men komplicera framtida relationer och leda till psykisk ohälsa.
Barnet uppfattar det som nödvändigt att få kärlek från just sina föräldrar. Brist på kärlek leder därför till separationsångest. Barnet kan i en sådan situation låsa fast sig i ett krampaktigt krävande, ofta omedvetet, som leder till en ofruktbar bindning till en förälder som inte ger det barnet önskar. En sådan låsning kan finnas kvar upp i vuxen ålder, trots att man som vuxen har betydligt större möjligheter att forma nya relationer.
Utvecklingen går från infantilt beroende till moget beroende. Den vuxne är alltså också beroende och ingen isolerad ö. Den vuxne är dock mer inriktad på att ge och barnet mer på att ta emot. Den vuxne är också bättre än barn på att se skillnad mellan sig själv och andra. För att utveckla en sådan mognad som vuxen, behöver man möta kärlek.
Fairbairns mest kända teori kallas den endopsykiska strukturen (1944). Den går i korthet ut på att barnet delar upp bilden av föräldern i en god och en dålig. Den dåliga bilden delas i sin tur upp i en som är avvisande, och en som är lockande men oåtkomlig. Sådana omedvetna föreställningar om andra kallar Fairbairn "inre objekt", och motsvarande subjektiva utgångspunkter för agerande kallar han "jag". Den som har en stark sådan struktur, tenderar att uppfatta andra som antingen avvisande eller lockande men oåtkomliga, och tenderar att ha svårt att se verkligheten som den är. 
I psykoterapin får personen möta en god person, som kan hjälpa patienten att se verkligheten som den är och lämna de gamla strukturerna, med sina infantila behov och frusna konflikter.
Fairbairn gör ingen samlad framställning av sina teorier, utan presenterar olika teorier successivt. Teorierna är delvis svåra att förena inbördes, varför de även nedan presenteras kronologiskt.

### Utvecklingspyskologi och psykopatologi (1941)
Text: A Revised Psychopathology of the Psychoses en Psychoneuroses (1941)
Människan är enligt Fairbairn en social varelse med starka behov att relatera till andra. De människor man har en relation till kallar han yttre objekt. Han formulerar detta behov som att människan är objektsökande, och han benämner denna objektsökande tendens libido. Aggression är däremot inte en grundläggande drift på samma sätt, utan en reaktion på upplevda missförhållanden. Den viktigaste relationen för ett litet barn är den med sin vårdnadshavare, på Fairbairns tid typiskt sett modern. Det är när det lilla barnets behov av relation med sin mor inte tillgodoses, som psykopatologi kan uppstå.
Barnet skapar sig föreställningar om sin förälder. Sådana föreställningar kallar Fairbairn för inre objekt. De kan vara omedvetna. De påverkar då på ett omedvetet sätt hur man relaterar till andra. Men man kan också relatera till de inre objekten och blir då inåtvänd. Man kan även identifiera sig med inre objekt, och man upplever sig då vara delaktig i det inre objektets egenskaper, attityd och agerande.
Barnet föds med ett "jag" som har förmåga att relatera. Detta jag ser dock ursprungligen inte skillnad mellan sig själv och sin mor. Detta kallar Fairbairn för primär identifikation. Den process där barnet mer och mer ser gränser mellan sig själv och andra kallar han differentiering.
Utvecklingen går enligt Fairbairn även från infantilt beroende till moget beroende. Andra sätt att uttrycka detta är, att människan går från mottagande till givande, från identifikation till minskad identifikation, från att internalisera objekt till att åter förlägga dem i den yttre verkligheten. Människan är som sagt en social varelse - målet är därför inte självständighet, utan moget beroende. Att inte genomlöpa denna utveckling, utan bli kvar i barnets beroende, ger upphov till patologi.
Fairbarin beskriver detta som två olika utvecklingsstadier - infantilt respektive moget beroende. Mellan dem finns ett övergångsstadium. Olika patologier utvecklas i de olika stadierna. 
| Utvecklingspsykologi |                   |                                           |                                              |                                                                  |
| Stadium              | Gränser mot andra | Riktning                                  | Patologier                                   | Motsvarande psykosexuell utvecklingsfas enligt Freud och Abraham |
| Infantilt beroende   | Otydliga          | Identifikation Mottagande Internalisering | Schizoiditet Narcissism (Mano-)depressivitet | Oral                                                             |
| Övergångsstadiet     |                   |                                           | Fobi Tvång Hysteri Paranoia                  | Anal Fallisk                                                     |
| Moget beroende       | Tydliga           | Givande Externalisering                   |                                              | Genital                                                          |

#### Stadiet av infantilt beroende
Det lilla barnet är ovillkorligt beroende av sin vårdare. En vuxen person är villkorligt beroende och har ofta möjlighet att utveckla nya relationer och att välja bort dåliga. Det lilla barnet har inte det, och är därför helt beroende - både fysiskt och psykiskt - av sin vårdares bemötande. Det som för Fairbairn är helt centralt för ett barns psykiska utveckling är att barnet på ett tillräckligt övertygande sätt upplever sig vara älskad för sin egen skull, och att dess egen kärlek tas emot. Om barnet får dessa behov tillfredsställda, har det senare möjlighet att lämna det infantila beroendet för ett mognare. Om de inte får dessa behov tillfredsställda, klamrar de sig istället fast vid föräldern. En motvilja mot att lämna det infantila beroendet grundar sig i tanken att barnet i så fall aldrig kan få dessa behov tillfredsställda, vilket skapar separationsångest. Detta är kärnan i den psykopatologi som utvecklas i det infantila beroendets två delstadier - schizoiditet och depression. För att psykopatologin skall cementeras upp i vuxen ålder, behöver det negativa bemötandet i allmänhet finnas även i de följande tidiga barnaåren. 
Barnet inkorporerar i detta stadium modern som ett inre objekt. Inkorporeringen av objekt sker utifrån den mottagande tendensen i stadiet, kroppsligt uttryckt genom sugandet på bröstet. Men det sker också utifrån frustration över det yttre objektets bemötande. Det inre objektet blir en ersättning för det otillräckliga yttre, såsom tummen blir en ersättning för bröstet. Fairbairn uttrycker också att förekomsten av ett inre objekt kan vara ekvivalent med upplevelsen av att befinna sig i ett objekt, på samma sätt som barnet både dricker moderns mjölk och omges av hennes famn.
Det infantila beroendets stadium indelas i två delstadier. 

##### Preambivalenta delstadiet - schizoiditet
I det preambivalenta delstadiet har barnet ännu inte lärt sig hata. På samma sätt som att barnet har att välja mellan att suga, eller att inte suga, på bröstet; kan han eller hon bara välja mellan att älska och att inte älska. Om barnets kärlek inte tas emot enligt ovan, upplever barnet sin kärlek som dålig och skadlig för objektet. Frågeställningen blir, hur man kan älska utan att förstöra objektet med sin kärlek. Barnet undandrar då sin kärlek (libido) från yttre objekt och riktar den mot inre och blir introvert. När kärleken undandras från de yttre objekten, upplever barnet att det förlorar objekten. Men om barnets kärlek inte upplevs som accepterad, upplever barnet att det förlorar objektet även om det riktar kärlek mot det. Barnet befinner sig alltså i en omöjlig situation. En känsla av oförmåga och meningslöshet inträder, vilket är ett uttryck för att jaget klyvts. Detta kan leda till att barnet även undandrar sin kärlek från jaget. Eftersom libido är den kraft som håller jaget samman, riskerar barnet då att även förlora sitt jag. Detta är enligt Fairbairn dynamiken i uppkomsten av schizoid problematik.
Narcissism

Även narcissism uppkommer, enligt Fairbairn i detta stadium. Primär narcissism innebär identifikation med objektet, medan sekundär narcissism innebär identifikation med det inre objektet. Barnet upplever en underlägsenhet gentemot de yttre objekten, men kan samtidigt ha en attityd av överlägsenhet, som återspeglar en överlägsenhet gentemot de inre objekten. Narcissism förekommer ofta i kombination med schizoiditet enligt Fairbairn. 

##### Ambivalenta delstadiet - depression
I det ambivalenta delstadiet är det grundläggande problemet fortfarande att inte uppleva sig bli älskad, eller att ens kärlek inte accepteras. Barnet har dock nu även utvecklat möjligheten att bita och att hata, och kan välja mellan att suga på eller bita i bröstet, respektive mellan att älska eller att hata. Detta kallar Fairbairn ambivalens. Frågeställningen i detta stadium är, hur man kan älska utan att förstöra objektet med sitt hat. Hatet leder till att man upplever att man förlorar objektet, vilket leder till depressiv problematik. Efter dikotomin av objektet i nästa stadium kan den deprimerade bli av med hatet genom att rikta det mot det förkastade objektet, och kan rikta kärleken mot det accepterade objektet. Depressivitet grundar sig därför i ett misslyckande att genomföra dikotomin av objektet, varför man måste rikta både hat och kärlek mot samma objekt, det ambivalenta. Eftersom inget hindrar kärleken, kan den deprimerade forma relationer, vilket den schizoide har svårt med. 
En depressiv problematik kan utvecklas ovanpå en schizoid. Det är alltså möjligt att ha båda. Vare sig schizoiditet eller depression är försvarstekniker.
| Stadiet av infantilt beroende |                                        |                        |                                            |                      |                    |                                                                  |
| Delstadium                    | Patologi                               | Val                    | Utmaning                                   | Fara                 | Dominerande känsla | Motsvarande psykosexuell utvecklingsfas enligt Freud och Abraham |
| Preambivalent                 | Schizoid Narcissistisk= Identifikation | Älska eller inte älska | Att älska utan att förstöra med sin kärlek | Att förlora jaget    | Meningslöshet      | Tidigorala                                                       |
| Ambivalent                    | Depressiv                              | Älska eller hata       | Att hata utan att förstöra med sitt hat    | Att förlora objektet | Depression         | Senorala eller oralaggressiva                                    |

#### Övergångsstadiet - övergångstekniker
Under övergångsstadiet växer barnets behov av självständighet. Samtidigt finns ett starkt behov av att återvända till den tidigare närheten - regression. Dessa två behov utgör den dominerande konflikten under stadiet. Det kan i Fairbarns termer uttryckas som en konflikt mellan att frigöra sig från den primära identifikationen - differentiering, och att återgå till denna. Eller annorlunda uttryckt mellan att kasta ut och att hålla kvar inre objekt. Detta utkastande handlar dock inte om att göra sig av med objektet, utan det betraktas fortfarande huvudsakligen som inre. Utifrån den tidigare ekvivalensen mellan att ha ett inre objekt och att vara omsluten av ett objekt, kan det också uttryckas som en konflikt mellan att frigöra sig från ett fängelse och att återvända hem. Hur barnet hanterar denna konflikt avgör vilka patologier som utvecklas.
I begynnelsen av övergångsstadiet börjar barnet också tillämpa en ny teknik - dikotomi av objektet. Det innebär att det inre ambivalenta objektet klyvs i ett bra och ett dåligt, ett accepterat och ett förkastat. Kärlek riktas mot det bra och hat mot det dåliga. Detta öppnar för möjligheter att behandla de två objekten olika. På detta sätt kan barnet utveckla följande fyra patologier: fobi, tvång, hysteri och paranoia. Dessa patologier är försvarstekniker. De är inte successiva stadier, utan alternativa utvecklingslinjer. Man är inte heller begränsad till en utan kan använda flera. Dessa fyra tekniker utvecklas ovanpå en ursprunglig grund av schizoid och/eller depressiv problematik. Dessa två är inte tekniker. Separationsångest från de preambivalenta och ambivalenta delstadierna kan ha en viktig roll i utvecklingen.

##### Fyra tekniker
Fairbairn beskriver de fyra teknikerna enligt följande:
- Fobisk teknik innebär att man uppfattar både det accepterade och det förkastade objektet som yttre. Tekniken innebär att man flyr från det dåliga till det goda objektet. Konflikten står mellan en ångest för separation och isolering respektive instängdhet, en konflikt mellan att fly och att ge efter. När man ger efter leder det till undergivenhet, vilket beskrivs som en masochistisk hållning. Tekniken ger uttryck för en i huvudsak passiv hållning.

- Tvångsmässig teknik innebär att man uppfattar båda objekten som inre. Konflikten står mellan att söka kontrollera objekten genom att hålla dem kvar eller att stöta ut dem. Konflikten står också mellan en ångest för att bli tom eller att sprängas, vilket kan ta sig uttryck i oro för sjukdom. Tekniken beskrivs som aktiv, mer öppet aggressiv och sadistisk.

- Hysterisk teknik innebär att det accepterade objektet betraktas som yttre och det förkastade som inre. Konflikten står mellan acceptans och förkastelse av objekt. Tekniken är förknippad med skuld över att inte få den kärlek man önskar, eller att ens egen kärlek inte bejakas. Yttre objekt övervärderas, vilket leder till intensiv kärlek. Samtidigt identifierar man sig med det inre dåliga objektet, vilket leder till dålig självkänsla. Fairbairn kopplar även dissociation till nedvärdering av sig själv. I en senare text[8] ser Fairbairn tydliga kopplingar mellan schizoiditet och hysteri. Han uttrycker det som att processen är schizoid och symptomen hysteriska. Det är så att säga i den hysteriska tekniken som den schizoida problematiken slår igenom tydligast, vilket också framgår av beskrivningen av de båda tillstånden.

- Paranoid teknik innebär att det accepterade objektet betraktas som inre och det förkastade som yttre. Detta leder till en grandios självbild och att det negativa upplevs komma utifrån. Det dåliga objektet utsätts för stark förkastelse och nedvärdering, vilket innebär att yttre objekt uppfattas som fiender.

| Övergångstekniker |                   |                  |                                                                     |                                                                     |                                                                                                  |
| Teknik/patologi   | Accepterat objekt | Förkastat objekt | Metod                                                               | Fruktan för                                                         | Relation/självbild                                                                               |
| Fobisk            | Externaliserat    | Externaliserat   | Flykt från det dåliga objektet, återvändande till det goda objektet | Isolering - instängdhet                                             | Underordning, masochism                                                                          |
| Tvångsmässig      | Internaliserat    | Internaliserat   | Kontroll: hålla kvar/stöta ut                                       | Att bli tömd - sprängd                                              | Aggressivitet, sadism                                                                            |
| Hysterisk         | Externaliserat    | Internaliserat   | Acceptans eller förkastelse av objektet, dissociation               | Skuld över att inte vara älskad, och att ens kärlek inte accepteras | Övervärdering av andra, nedvärdering av sig själv = identifikation med det nedvärderade objektet |
| Paranoid          | Internaliserat    | Externaliserat   | Stark förkastelse                                                   | Fiender                                                             | Stark nedvärdering av andra, grandios självbild                                                  |

### Moraliskt försvar (1943)
Text: The Repression and the Return of Bad Objects (with special reference to the 'War Neuroses') (1943)
1943 utvecklar Fairbairn sin teori om objekt. Libido kan söka och binda sig inte bara till yttre utan även till inre objekt. Detta är detsamma som att man har en relation till inre objekt. Ett dåligt inre objekt kan man ha en relation till för att man som barn var beroende av ett dåligt yttre objekt. Det upplevs som bättre att ha en relation till ett dåligt objekt, än att vara ensam och övergiven. Det som binder en person vid en dåligt inre objekt är separationsångest och en upplevelse av att objektet är nödvändigt. En sådan relation blir dock inte positiv utan sadomasochistisk till sin natur, med tonvikt mot det masochistiska. 
Dåliga objekt uppfattas på en gång som nödvändiga och intolerabla. Upplevelsen av nödvändighet skapar libidinösa band, upplevelsen av att objekten är intolerabla gör att objekten trängs bort. Bortträngningen gör objekten omedvetna. De kan dock aktiveras eller frisättas i känslomässigt signifikanta situationer som liknar relationen med det bortträngda objektet, vilket innebär att aspekter av objekten kan bli medvetna. Om man identifierar sig med ett inre objekt, upplever man sig själv vara lik det, det vill säga antingen bra eller dålig. Man kan också projicera eller externalisera inre objekt, vilket innebär att man upplever likheter med objekten hos personer i sin omgivning.
Fairbairn menar i denna text att det inte finns någon anledning att internalisera ett gott objekt. Om barnet har en god och omvårdande mor som yttre objekt, så räcker det. Om modern däremot frustrerar barnets behov, inte älskar det för dess egen skull, och inte tar emot dess kärlek, så klyver barnet modern i ett bra och ett dåligt objekt. Sedan internaliserar barnet det dåliga objektet. På detta sätt renas bilden av det yttre objektet och barnet kan själv ta på sig dåligheten genom identifikation med det inre objektet. Internaliseringen är också en kontrollhandling - barnet försöker i sitt inre få kontroll över det som inte kan kontrolleras i det yttre.
Det inre dåliga objektet upplevs som ovillkorligt dåligt. När barnet identifierar sig med detta objekt, upplever han eller hon sig också som ovillkorligt dålig. Relationen till det dåliga objektet ger en känsla av skam. För att lösa detta internaliserar barnet även ett gott objekt som ges funktionen av överjag eller moralisk kompass. Om barnet dras till det dåliga objektet, upplever han eller hon sig som villkorligt dålig gentemot det goda inre objektet, och om barnet motstår det dåliga objektets lockelse, upplever han eller hon sig som villkorligt god gentemot det goda inre objektet. Detta leder till en upplevelse av skuld, men det är enligt Fairbairn bildligt talat bättre att leva i en värld där det finns en Gud som kan förlåta, än att vara omgiven av djävlar. Internaliseringen av det goda objektet sker i försvarssyfte och kallas moraliskt försvar.
Psykisk ohälsa har störst risk att utvecklas om personen har ett infantilt beroende och separationsångest, samt om försvaren inte fungerar tillräckligt bra. Vid yttre påfrestningar kan då de inre objekten aktiveras och frisättas.

### Den endopsykiska strukturen (1944)
Texter: 

Endopsychic Structure Considered in Terms of Object-Relationships (1944)

A Synopsis of the Development of the Author's Views Regarding the Structure of the Personality (1951)

An Object Relations Theory of the Personality (1963)
Teorin om den endopsykiska strukturen eller situationen från 1944 är Fairbairns mest kända teori. Denna struktur utvecklas genom internalisering och klyvning. Utgångspunkten är densamma som tidigare barnets absoluta beroendesituation, att barnets behov frustreras och att dess kärlek inte tas emot. Modern upplevs då som ambivalent. Det barnet gör för att försöka hantera denna situation är att klyva objektet i ett bra och ett dåligt, även kallat tillfredsställande respektive otillfredsställande, eller accepterande respektive avvisande (Fairbairn hade tidigare talat om ett accepterat och ett avvisat objekt). Barnet introjicerar sedan det dåliga objektet, för att kontrollera detta. 
Detta löser dock inte problemet. Det nu avklyvda och introjicerade dåliga objektet har nämligen både avvisande och lockande aspekter. Det avvisande återspeglar en avvisande eller otillfredsställande sida hos det yttre objektet, det lockande återspeglar överdriven emotionell eller sexuell närgångenhet hos det yttre objektet. Barnet försöker hantera detta genom att även klyva det dåliga objektet i ett lockande och ett avvisande. Fairbairn kallar dem i sin slutliga formulering för det libidinösa och det antilibidinösa objektet. (Ursprungligen [1944] kallade han dem det lockande objektet respektive det avvisande objektet.) Dessa objekt är inte acceptabla för det ursprungliga jaget. För att ytterligare göra sig av med dem, tränger det ursprungliga jaget bort dem till det omedvetna med hjälp av aggression. Fairbairn kallar detta för primär bortträngning. Efter den följer en sekundär bortträngning: Jaget är genom libidinösa band knutet till objektet. Detta gäller även dessa avklyvda delar av objektet. Jaget avsöndrar därför de delar som genom libido är knutna till de libidinösa och antilibidinösa objekten genom klyvning och tränger även bort dem med aggression. Dessa jagdelar kallar Fairbairn i sin slutliga teori för det libidinösa respektive antilibidinösa jaget. (Det antilibidinösa jaget kallade han ursprungligen Den Inre Sabotören.) Återstoden av jaget kallar han centraljaget. Både den primära och sekundära bortträngningen genomförs av jaget och Fairbairn kallar dem för direkta. Därefter beskriver han en indirekt bortträngning utförd av det antilibidinösa jaget. Barnet vågar inte rikta hat mot sin mor, vilket tar sig uttryck i att inte heller det antilibidinösa jaget riktar hat mot det antilibidinösa objektet. Istället riktar det sitt hat mot det libidinösa objektet och det libidinösa jaget. Detta gör det antilibidinösa jaget genom identifikation med det antilibidinösa objektet och å dess vägnar. På så sätt blir det libidinösa objektet och det libidinösa jaget mer omedvetna än det libidinösa objektet och det libidinösa jaget. 
| Förlopp                       |                                |                                                         |                                                                                       |
| Operation                     | Aktör                          | Påverkad av operationen                                 | Resultat                                                                              |
| Klyvning                      |                                | Yttre objektet                                          | Bra - dåligt objekt Tillfredsställande - otillfredsställande Accepterande - avvisande |
| Introjicering                 |                                | Det dåliga objektet                                     |                                                                                       |
| Klyvning                      |                                | Det dåliga inre objektet                                | Avvisande - lockande objekt Antilibidinöst - libidinöst objekt                        |
| Direkt primär bortträngning   | Jaget: aggression              | Avvisande - lockande Antilibidinöst - libidinöst objekt |                                                                                       |
| Libidinösa band               | Jaget: libido                  | Anilibidinöst - libidinöst objekt                       |                                                                                       |
| Klyvning                      |                                | Jaget                                                   | Centraljag - antilibidinöst jag - libidinöst jag                                      |
| Direkt sekundär bortträngning | Centraljag: aggression         | Antilibidinöst - libidinöst jag                         |                                                                                       |
| Indirekt bortträngning        | Antilibidinöst jag: aggression | Libidinöst objekt - libidinöst jag                      |                                                                                       |

I den resulterande endopsykiska strukturen finns nu alltså tre jag-objekt-relationer. Där finns ett antilibidinöst jag, som upplever sig avvisat av sitt objekt, men som på grund av separationsångest ändå klamrar sig fast vid det i ett krampaktigt och undergivet förhållande. Sin aggression tar det istället ut på det libidinösa jag-objekt-paret, i första hand på det libidinösa objektet, i andra hand på det tillhörande jaget. Det antilibidinösa jaget identifierar sig med det antilibidinösa objektet och hatar det libidinösa objektet och jaget å det antilibidinösa objektets vägnar. Där finns ett infantilt libidinöst jag, som olyckligt längtar och hoppas på kärlek från det libidinösa objektet, och som samtidigt attackeras med hat från det antilibidinösa jaget. Centraljaget relaterar till yttre objekt.
Att de dåliga jag-objekt-paren är bortträngda och väsentligen omedvetna, innebär inte att problemen är lösta. Tvärtom. Den endopsykiska strukturen är som ett omedvetet filter genom vilket individen uppfattar och interagerar med verkligheten, särskilt i nära relationer. Delobjekten och -jagen är extrema och överdrivna och relationerna mellan dem bygger på infantilt beroende. Andra människor kan på ett orealistiskt sätt uppfattas som avvisande (antilibidinösa objektet) eller lockande men oåtkomliga (libidinösa objektet) och personen kan agera därefter genom undergivenhet (antilibidinösa jaget mot antilibidinösa objektet), olycklig åtrå (libidinösa jaget) eller aggression (antilibidinösa jaget mot libidinösa objektet). Centraljaget har o-, för- och medvetna delar. Bortträngningen innebär också att en stor mängd libido och aggression blir låst i de bortträngda jagen och inte finns tillgänglig för centraljaget. Libidon är genom det antilibidinösa jagets aggression dubbelt bortträngd, vilket skapar känslor av dålighet och skam. Den sekundära bortträngningen skapar ångest och libidon kommer att upplevas som smärtsam. Att så mycket libido är riktad mot inre objekt, leder till ett motstånd mot att rikta kärlek mot yttre objekt.
Strukturen är en dynamisk struktur där jagen, och delvis även objekten, har libidinösa och aggressiva impulser. Libido och aggression kan enligt Fairbairn inte tänkas fristående, utan är alltid kopplad till en struktur. De utgår från ett jag och riktar sig mot ett objekt, inre eller yttre. Libido kan förstås som attraktion, och aggression som bortstötning.
Enligt Fairbairn genomgår alla denna inre strukturering. Den kan dock vara olika omfattande. Beroende av problematiken i barnets verkliga uppväxtförhållanden och barnets tolkning av dem, kan de avklyvda objekten och deljagen utgöra olika stor del av strukturen, aggressiviteten kan vara olika stark, och strukturen kan vara olika rigid och sluten mot verkligheten och därmed olika svår att påverka.
Psykopatologi kan beskrivas i olika endopsykiska mönster. Samt i grad av rigiditet kontra flexibilitet.  
| Delobjekt | Det antilibidinösa objektet (Det avvisande objektet) |              | Det libidinösa objektet (Det lockande objektet) |
| Deljag    | Det antilibidinösa jaget (Den inre sabotören)        | Centraljaget | Det libidinösa jaget                            |

### Ett gott inre objekt (1951)
Text: Addendum (1951)
I denna korta text från 1951 lägger Fairbairn till ett gott inre objekt. Han har tidigare (1941 och 1943) uttryckt att barnet internaliserar ett gott inre objekt som kompensation om det yttre är otillräckligt. I texten från 1941 talar han också om att internalisera modern som ett uttryck för en infantil internaliserande tendens parallell med sugandet på bröstet. Detta inre objekt klyvs i inledningen av övergångsfasen - dikotomi av objektet. I texten om den endopsykiska situationen finns dock inget internaliserat gott objekt.
I texten från 1951 återgår han till tidigare tankar och utvecklar dem: Barnet internaliserar ett ambivalent objekt och klyver sedan detta i ett gott och ett dåligt. Det ambivalenta objektet är delvis frustrerande, vilket kan vara ett tillräckligt motiv för internalisering, menar han. Det accepterande och kärleksfulla objektet kallar Fairbairn idealobjektet. Detta kan centraljaget tryggt älska.
| Förlopp               |       |                           |                                                                                       |
| Operation             | Aktör | Påverkad av operationen   | Resultat                                                                              |
| Internalisering       |       | Ambivalent objekt         |                                                                                       |
| Klyvning              |       | Inre ambivalenta objektet | Bra - dåligt objekt Tillfredsställande - otillfredsställande Accepterande - avvisande |
| Klyvning              |       | Det dåliga inre objektet  | Avvisande - lockande objekt Antilibidinöst - libidinöst objekt                        |
| Fortsättning som ovan |       |                           |                                                                                       |

I den slutliga modellen finns därför tre inre objekt och tre jag:
| Delobjekt | Det antilibidinösa objektet | Idealobjektet | Det libidinösa objektet |
| Deljag    | Det antilibidinösa jaget    | Centraljaget  | Det libidinösa jaget    |

I texten från 1951 brottas Fairbairn även med att förena de två objekten i de fyra övergångsteknikerna från 1941 med sin nya endopsykiska struktur med tre objekt. Han drar slutsatsen att det avvisade objektet i övergångsteknikerna skall identifieras med de två dåliga objekten i den endopsykiska situationen, både det libidinösa och det antilibidinösa; och det accepterade objektet med idealobjektet.

### Psykos och neuros (1958)
Fairbairn beskriver i en fotnot skillnaden mellan (psyko)neuros och psykos så, att neurotiker behandlar situationer i den inre verkligheten som om den vore yttre verklighet, och psykotikern behandlar den yttre verkligheten som om den vore den inre verkligheten
| Neuros | Inre verklighet behandlas som yttre |
| Psykos | Yttre verklighet behandlas som inre |

## Psykoterapi
Texter:
The Repression and the Return of Bad Objects (with special reference to the 'War Neuroses') (1943)

Endopsychic Structure Considered in Terms of Object-Relationships (1944)

On the Nature and Aims of Psychoanalytic Treatment (1958)
Målet med psykoterapin, eller psykoanalysen, är att de endopsykiska strukturerna skall förändras. De avklyvda och bortträngda delarna av objekt och jag behöver bli medvetna och återintegreras i det ideala objektet och centraljaget.
Målet kan också beskrivas som att libidon mellan de avklyvda deljagen och delobjekten skall minska. Detsamma gäller aggressionen från centraljaget och det antilibidinösa jaget. På så sätt kan libido och aggression befrias och riktas mot yttre objekt.
Ett tredje sätt att beskriva målet är att patienten skall öppna sitt slutna system och acceptera verklighetens öppna system.
Terapeuten behöver hjälpa patienten att möta de inre objekt patienten flyr ifrån. Fairbairn liknar det vid immunterapi - man blir fri genom att möta det dåliga. Detta är en utmaning, eftersom patienten ofta söker terapi just för att slippa möta det. 
Terapeuten bör vara en tydlig, god och trygg person. Det kan möjliggöra för analysanden att våga öppna sitt slutna system, och det kan erbjuda en alternativ verklighet utifrån vilken patienten kan tona ner de negativa objekten och jagdelarna.
Den process genom vilken de bortträngda aspekterna aktualiseras kallas överföring, och utgörs av de emotionella och kognitiva förhållningssätt som uppstår mellan patient och terapeut. Detta uppmärksammar terapeuten och medvetandegör. Genom denna process möjliggörs en omstrukturering av den endopsykiska strukturen. Överföringen minskar och man möts mer och mer som verkliga personer.
Fairbairn förordar en placering i rummet där analytikern sitter sida vid sida med analysanden, snett emot varandra, så man å ena sidan inte behöver stirra på varandra, å andra sidan har möjlighet att möta varandras blick. Analytikern behöver ta hänsyn till patientens tempo och omständigheter och sessionernas längd kan behöva anpassas till detta. 
På så sätt kan analysanden hjälpas fram till ett moget beroende, karaktäriserat av givande och med tydliga gränser mot andra.

## Förhållande till Freuds psykoanalys

### Teori
Fairbarn är insatt i den psykoanalytiska traditionen. Han använder psykoanalytiska begrepp, uttrycker sin lojalitet mot Sigmund Freud och är medlem av det brittiska psykoanalytiska sällskapet. Samtidigt gör han en grundlig nyorientering och säger uttryckligen att han vill ersätta mycket av Freuds teorier med sina egna. Fairbairn har en liknande relation till Melanie Kleins teorier. 

#### Dynamiska synvinkeln
Fairbairn använder exempelvis Freuds term libido, men tar samtidigt avstånd från lustprincipen. Freud menade att driften är primärt lustsökande och endast indirekt leder till relationer. Fairbairn menar istället att libido är primärt objekt- /relations-sökande. Libido är primärt lustsökande endast i patologiska tillstånd, när man inte har tillfredsställande relationer. Fairbairn tar också avstånd från aggressionsdriften som en likvärdig och spontant uppkommande drift, och menar att aggression är en reaktion på otillfredsställda behov.

#### Ekonomiska synvinkeln
Samtidigt bejakar Fairbairn Freuds ekonomiska synvinkel, som liknar psykisk energi vid fysisk, som inte kan förstöras eller tillskapas, utan om den används till en sak, kan det bli för lite till något annat. Fairbairn beskriver att om libido och aggression är bundna till de inre objekten, kan det bli för lite till de verkliga relationerna.

#### Topiska synvinkeln
Fairbairn accepterar Freuds första topik med medvetet, förmedvetet och omedvetet.

#### Strukturella synvinkeln
Fairbairn tar avstånd från Freuds andra topik eller strukturella synvinkel med "det", "jag" och "överjag"; och ersätter den med sin egen teori om inre objekt och jag organiserat i den endopsykiska strukturen. Fairbairn tror inte på ett opersonligt det med energi, och ett energilöst jag, utan menar att alla deljagen är dynamiska och att delobjekten är delvis dynamiska, det vill säga själva innehåller både libido och potentiell aggression.
Fairbairns beskrivning av överjaget varierar. Freuds överjag motsvarar enligt Fairbairn i viss mån det antilibidinösa objekt-jag-paret. Detta par väcker rädsla, men skiljer sig från överjaget genom att inte inducera skuld som Freuds överjag. Fairbarin säger dock även att överjaget opererar på en högre nivå än den endopsykiska sturkuten. Han identifierar ibland överjaget eller jagidealet med idealobjektet, eller säger att idealobjektet bildar kärnan av överjaget/jagidealet. 
Termen "objekt" är en av Freuds bestämningar av driften - det som driften riktar sig mot. Freud använder inte termen "inre objekt", men internaliserade objekt finns hos Freud, varav det främsta exemplet är överjaget, som är en internaliserad version av föräldrarna. Melanie Klein utvecklade begreppet "inre objekt" och gav det en central plats i sin teori. Fairbairns användning är i huvudsak influerad av henne. Samtidigt skiljer sig Fairbairns teori på viktiga punkter även från Klein. Klein är exempelvis en utpräglad driftsteoretiker, där barnets egen dödsdrift är en viktig förklaring till psykisk ohälsa, medan Fairbairn ser det infantila beroendet som den viktigaste orsaken. Fairbairn ordnar också de inre objekten i en fast struktur, samma för alla, vilket Klein inte gör. Fairbairns objekt och jag är betydligt mer personliga än Freuds. Jagen relaterar till objekten med kärlek och hat. Bortträngning är för Fairbairn en aggressionshandling, medan det hos Freud har en betydligt mer teknisk innebörd av bortträngda driftsimpulser och därtill knutna minnen.

#### Utveckling
Fairbairn tar också avstånd från Freuds och Karl Abrahams psykosexuella utvecklingsteori, där libido är knuten till olika kroppszoner. Libido söker enligt Fairbarn ett objekt. Zonerna är bara kanaler för libido. Det är först när objektsökandet misslyckas, som människan söker självtillfredsställelse av olika slag. Fairbairn behåller dock tanken att det preambivalenta stadiet, där barnet har att välja mellan att älska eller inte älska, är kopplat till den orala tendensen att suga eller inte suga; och att det ambivalenta stadiet, där barnet har möjlighet att välja mellan att älska eller att hata, är kopplat till det orala valet att suga eller bita. Han anammar också Kleins idé att barnet i den preambivalenta fasen inte egentligen relaterar till sin mor, utan till hennes bröst - delobjekt. Vidare ligger Fairbarns teori om en schizoid och en depressiv subfas nära, men skiljer sig också på väsentliga punkter, från Kleins paranoid-schizoida och depressiva positioner.

#### Upprepningstvång och dödsdrift
Fairbairn förnekar Freuds teorier om upprepningstvång och dödsdrift. Han menar att sådana fenomen bättre kan förklaras av hans egen teori: När personer gör saker som får negativa konsekvenser för dem själva, beror det istället på att de inte ser verkligheten som den är, utan är fångade i rigida, infantila mönster av beroende, otillfredsställelse, kontrollförsök och hat.

#### Oidipuskomplex
Fairbairn tar också avstånd från Freuds Oidipuskomplex som den grundläggande förklaringen till psykisk ohälsa. Istället menar han att infantilt beroende, i ett betydligt tidigare utvecklingsstadium, är den grundläggande orsaken. Fairbairn menar också att Oidipusfenomen bättre kan förklaras med hans teori: Den endopsykiska situationen utvecklas ursprungligen i relation till modern. När barnet senare lär känna fadern, utvecklas liknande strukturer i relation till honom. Dessa överlagras och assimileras till de ursprungliga strukturerna på en andra nivå. Slutligen kan barnet på en tredje nivå komma att likställa den ena föräldern med det libidinösa objektet och den andra med det antilibidinösa. Det är detta fenomen som Freud enligt Fairbairn benämner Oidipuskomplex.

### Psykoterapi
Enligt Freuds metod skall terapeuten förhålla sig neutral och sitta bakom patienten, som ligger på en divan. Detta tog Fairbairn avstånd ifrån. Istället menade han att psykoterapeuten bör vara tydlig och erbjuda ett gott yttre objekt mot vilket patienten kan utvärdera sin inre struktur. Freuds divan-teknik bygger på att Freud inte ville bli uttittad. Den skyddar enligt Fairbairn psykoterapeuten men inte patienten. Snarare riskerar patienten att känna sig övergiven, vilket inte löser en ursprunglig problematik av upplevd övergivenhet.

## Idéhistoria
Utöver Freud och Klein har Fairbairn sannolikt varit inspirerad av den ungerske psykoanalytikern Sándor Ferenczi(en) och den skotske psykiatern Ian Suttie(en). Ferenczi betonade också verkliga erfarenheter i barndomen och deras internalisering. Han formulerade försvarsmekanismen "identifikation med angriparen" och förordade en psykoterapi där terapeutens kärlek sågs som botande komponent. Ferenczis identifikation med angriparen har stora likheter med Fairbairns moraliska försvar. Suttie betonade barnets behov av att älska och att bli älskad. När detta behov inte möts, uppkommer separationsångest, som är orsaken till neurotiska problem. Fairbairn hade ett understruket exemplar av Sutties The origin of love and hate (1935) och även Contributions to Psycho-Analysis (2016) och The Development of Psycho-Analysis av Ferenczi i sitt bibliotek.
Fairbairn har i sin tur inspirerat John Bowlby i utvecklingen av anknytningsteorin.
Fairbairns utvecklingsteori har också stora likheter med senare teoretiker som Edith Jacobson(en) och Margaret Mahler.
Inom Kognitiv beteendeterapi har Jeffrey Youngs(en) schematerpai(en) likheter med Fairbairns endopsykiska struktur. Young beskriver att en person kan ha flera schema-modus (schema modes) som han eller hon växlar emellan. Han beskriver bland annat schemamodusen "sårbart barn", "argt barn" och "straffande/kritisk förälder", vilka liknar Fairbairns libidinösa jag, antilibidinösa jag respektive antilibidinösa objekt.

### Samlade skrifter
- Fairbairn, William Ronald Dodds (1952) (på engelska). Psychoanalytic studies of the personality. Tavistock Publications. Libris 956644
- Fairbairn, William Ronald Dodds; Scharff David E., Fairbairn Birtles Ellinor (1994) (på engelska). From instinct to self: selected papers of W.R.D.Fairbairn. Vol. 1 Clinical and theoretical papers. Northvale, N.J: Aronson. Libris 6373156. ISBN 1568210809
- Fairbairn, William Ronald Dodds; Scharff David E., Fairbairn Birtles Ellinor (1994) (på engelska). From instinct to self: selected papers of W.R.D.Fairbairn. Vol. 2 Applications and early contributions. Northvale, N.J: Aronson. Libris 6373157. ISBN 1568212518

### Biografi
- "Autobiographical note", i: Fairbairn, W. Ronald; Scharff David E., Fairbairn Birtles Ellinor (1994) (på engelska). From instinct to self: selected papers of W.R.D.Fairbairn. The library of object relations, 99-2406898-X. Northvale, N.J: Aronson. Libris 6373155. ISBN 1-56821-366-2 vol. II, s. 462-464.

(Ursprungligen publicerad The British Journal of Medical Psychology (1963, vol. 36:(2)))
- Sutherland, John D. (1989). Fairbairn's Journey into the Interior. London: Free Association Press.

### Allmänt
- Celani, David P. (2010) (på engelska). Fairbairn's object relations theory in the clinical setting. New York: Columbia University Press. Libris 13528064. ISBN 9780231149075
- Clarke, G.S. & Scharff, D.E. (red.) (2014). Fairbairn and the object relations tradition. London: Karnac.
- "W. R. D. Fairbairn". (1983). i: Greenberg, Jay R.; Mitchell Stephen A. (1983) (på engelska). Object relations in psychoanalytic theory. Cambridge, Mass.: Harvard University Press. Libris 5117045. ISBN 0674629752 s. 151-187.
- Grotstein James S., Rinsley Donald B., red (1994) (på engelska). Fairbairn and the origins of object relations. London: Free Association Books. Libris 6453280. ISBN 1853433403
- Guntrip, Henry James Samuel. (1961) (på engelska). Personality structure and human interaction: the developing synthesis of psychodynamic theory. New York, N.Y.: International Universities Press. Libris 9197738
- Scharff David E., Scharff Jill Savege., red (2005) (på engelska). The legacy of Fairbairn and Sutherland: psychotherapeutic applications. London: Brunner-Routledge. Libris 10471262. ISBN 1583917322
- Skolnick, N.J. & Scharff, D.E. (red.) (1998). Fairbairn then and now. Hillsdale, NJ och London: The Analytic Press